# Amphionthe brevicollis
Amphionthe brevicollis là một loài bọ cánh cứng trong họ Cerambycidae.